# Oidemastis mecista
Oidemastis mecista là một loài bướm đêm trong họ Noctuidae.